# Alexandra Gusetti
Alexandra Gusetti, ursprünglicher Name Alexandra Tschom, (* 16. September 1962 in Linz) ist eine österreichische Philosophin, Tischlermeisterin, Qigong-Lehrerin und Autorin.

## Leben und Wirken
Alexandra Gusetti schloss ihre Tischlerausbildung 1990 als Tischlermeisterin ab. Von 1987 bis 1995 war sie als Tischlermeisterin und Sozialpädagogin in Frauenprojekten tätig. 1980 war sie Mitbegründerin der Firma GEA Linz, die gesunde Schuhe und Möbel herstellt, sowie 1989 Gründungsmitglied des Projektes Fragile (heute: Gesellschaft für Frauen und Qualifikation GmbH), einer Ausbildungswerkstatt für junge Frauen im handwerklichen Bereich, das bis dahin österreichweit einmalig war. Ab 1992 folgten Ausbildungen in psychologischer Beratung, systemischer Beratung, östlicher Praxis (Qigong, Taijiquan, Meditation) und Supervision.
Nach der Studienberechtigungsprüfung für Philosophie an der Universität Wien studierte sie ab 2002 Philosophie und Kunstwissenschaften in Linz und wurde 2010 promoviert.2010 konzipierte sie in interdisziplinärer Zusammenarbeit eine integrative Burnout-Therapie für die oberösterreichische Lehrer-Kranken- und Unfallfürsorge.
In Linz führt sie eine eigene Praxis als psychologisch-philosophische Beraterin, Supervisorin in den Bereichen Praktische Philosophie, Ethik und achtsamkeitsorientierte östliche Praxis. Ihre Arbeitsschwerpunkte sind Schnittstellen östlicher und westlicher (praktischer) Philosophie, Naturphilosophie, transkulturelle Gesundheitsforschung, postmoderne Wissenschaftsphilosophie.
Sie arbeitet außerdem als konzeptuelle Mitarbeiterin im Bereich Schulentwicklung, als Lehrbeauftragte an der Pädagogischen Hochschule Oberösterreich zu den Themen Diversity, Wertebildung, Public Health, Persönlichkeitsentwicklung und Biografiearbeit und hielt im Rahmen eines Musikwettbewerbs am Mozarteum im Jahr 2012 ein Qi Gong-Seminar.
Gusetti ist Mitglied der Gesellschaft für angewandte Philosophie Österreichs sowie Vorstandsmitglied und Leiterin des Ausbildungsreferats der IQTÖ (Interessenvertretung der Qi Gong, Taiji Quan und Yi Quan Lehrenden Österreichs).

## Auszeichnungen
2012 erhielt Gusetti als Gründungsmitglied von Fragile Holzwerkstatt den Frauenpreis der Stadt Linz für ihre Pionierarbeit in der Förderung von Frauen im handwerklich-technischen Berufsbereich.

## Publikationen (Auswahl)
- Ein benutzbares Quantenwissen – focusingorientiert. In: Deutsches Ausbildungsinstitut für Focusing und Focusing-Therapie (Hrsg.): Focusing Journal Nr. 13, Würzburg 2004.
- als Alexandra Tschom: Die Kunst des Qi Gong und Tai Chi – Alte Wege neu beschreiten, Theseus99, Stuttgart 2008, ISBN 978-3-7831-9544-6.
- Ambivalenzen der Biowissenschaften. Biowissenschaftliches Können als Dienst am Menschen versus biointegrity und das „Recht auf genetischen Zufall“ als Voraussetzung menschlicher Freiheit. In: Kontraste, Presse- und Informationsdienst für Sozialpolitik, 10 / 09 Kepler Universität Linz. Frauen und Männer der Mystik, Meditation und Kontemplation auf westlichem Boden, in: Kontemplation und Mystik, Würzburger Schule für Kontemplation, Heft 1, 2009.
- Kopfüber in die Natur – Können wir lernen Natur zu sein? Der blaue reiter Verlag, Hannover 2014, ISBN 978-3-933722-40-9.
- Therapeutisches Qi Gong. Die Kunst der Arbeit mit Qi, Qi Gong im Kontext chinesischer Philosophie und Energetik, Bacopa Verlag, Schiedlberg 2008, 2. Auflage 2016, ISBN 978-3-901618-44-4.
- Kopfüber in die Freiheit. Von Aufbrüchen, Ungehorsam und Neubeginn. Der blaue reiter Verlag, Stuttgart 2021. ISBN 978-3-933722-76-8.